# Premi Feroz al millor actor de repartiment
El Premi Feroz al millor actor de repartiment és un premi cinematogràfic que s'entrega anualment, des del 2014, com a part dels Premis Feroz, creats per l'Associació d'Informadors Cinematogràfics d'Espanya.

## Guanyadors i nominats
| Edició | Any  | Foto | Guanyador        | Obra                       | Nominats |
| ------ | ---- | ---- | ---------------- | -------------------------- | --- |
| I      | 2014 |      | Mario Casas (1)  | Las brujas de Zugarramurdi | - Roberto Álamo - La gran familia española - Carlos Areces - Los amantes pasajeros - Raúl Arévalo - Los amantes pasajeros - Carlos Bardem - Alacrán enamorado              |
| II     | 2015 |      | José Sacristán   | Magical Girl               | - Jesús Carroza - El Niño - Karra Elejalde - Ocho apellidos vascos - Eduard Fernández - El Niño - Antonio de la Torre - La isla mínima                                     |
| III    | 2016 |      | Mario Casas (2)  | Mi gran noche              | - Carlos Álvarez-Novoa - La novia - Antonio Bachiller - A cambio de nada - Quim Gutiérrez - Anacleto: Agente secreto - Javier Gutiérrez - El desconocido                   |
| IV     | 2017 |      | Manolo Solo      | Tarde para la ira          | - Carlos Santos Rubio - El hombre de las mil caras - Luis Callejo - Tarde para la ira - José Coronado - El hombre de las mil caras - Javier Pereira - Que Dios nos perdone |
| V      | 2018 |      | David Verdaguer  | Estiu 1993                 | - Juan Diego - No sé decir adiós - Bill Nighy - La librería - Jaime Ordóñez - El bar - Oriol Pla - Incerta glòria - Antonio de la Torre Martín - El autor                  |
| VI     | 2019 |      | Luis Zahera      | El reino                   | - Joan Botey - Petra - Eduard Fernández - Todos lo saben - Ignacio Mateos - Animales sin collar - Josep Maria Pou - El reino                                               |
| VII    | 2020 |      | Enric Auquer     | Quien a hierro mata        | - Asier Etxeandía - Dolor y gloria - Eduard Fernández - Mientras dure la guerra - Leonardo Sbaraglia - Dolor y gloria - Quim Gutiérrez - Ventajas de viajar en tren        |
| VIII   | 2021 |      | Juan Diego Botto | Los europeos               | - Alberto San Juan - Sentimental - Sergi López - La boda de Rosa - Alex Brendemühl - Akelarre - Ramón Barea - La boda de Rosa - Chema del Barco - El plan                  |